# Над-Ставем
Над-Ставем (пол. Nad Stawem, нім. Grünweiler) — село в Польщі, у гміні Ютросін Равицького повіту Великопольського воєводства.
Населення — 105 осіб (2011).
У 1975-1998 роках село належало до Лешненського воєводства.

## Демографія
Демографічна структура станом на 31 березня 2011 року:
|          | Загалом | Допрацездатний вік | Працездатний вік | Постпрацездатний вік |
| -------- | ------- | ------------------ | ---------------- | -------------------- |
| Чоловіки | 51      | 11                 | 37               | 3                    |
| Жінки    | 54      | 14                 | 29               | 11                   |
| Разом    | 105     | 25                 | 66               | 14                   |